# خافيير توريس مالدونادو
خافيير توريس مالدونادو (بالإسبانية: Javier Torres Maldonado؛ بالإيطالية: Javier Torres Maldonado) هو ملحن مكسيكي وإيطالي، ولد في 1968 في شيتومال في المكسيك.